# Balabacstraße
Die Balabacstraße ist eine Meeresstraße und verbindet das Südchinesische Meer im Westen mit der Sulusee im Osten. Im Norden befindet sich die philippinische Insel Balabac – die zur Provinz Palawan gehört – und im Süden die malaysische Insel Banggi – die nördlich von Borneo liegt und zum Bundesstaat Sabah gehört.
An ihrer schmalsten Stelle ist sie 49 km breit.
Im Osten der Straße liegt das Mangsee-Riff (Great Reef) und die beiden Inseln Nord-Mangsee und Süd-Mangsee.

## Trivia
Im Mai 1942 versenkte das amerikanische U-Boot SS-183 Seal in der Balabacstraße das japanische Transportschiff Tatsufuku Maru (1946 t).
Im Rahmen des Lost 52 Project wurde nach der Robalo gesucht, sie wurde im Mai 2019 in der Balabacstraße gefunden.